# Jean-Benoît Bost
Pour les articles homonymes, voir Bost.
Jean-Benoît Bost, né le 27 juillet 1961, est un mathématicien français.

## Études et carrière
De 1979 à 1983, Jean-Benoît Bost est élève de l'École Normale Supérieure, où il est ensuite agrégé-préparateur (enseignant) de 1984 à 1988, et travaille sous la direction d'Alain Connes. De 1988 à 1998, il est chargé de recherches, puis directeur de recherches au CNRS. Depuis 1998, il est professeur à l'université Paris-Saclay, à Orsay.
Il obtient en 1990 le prix Peccot-Vimont du Collège de France et en 2002 le prix Élie Cartan de l'Académie des sciences.
En 1986, il est orateur invité à l'International Congress on Mathematical Physics à Marseille, et en 2006, au congrès international des mathématiciens à Madrid.
En 2005, il est nommé membre senior de l'Institut universitaire de France pour 5 ans.

## Sujet de recherche
Jean Benoît Bost a étudié sous la direction d'Alain Connes la géométrie non commutative, puis a travaillé sur la théorie quantique des champs et sur la géométrie algébrique et la géométrie arithmétique.

## Sélection de publications
- Courbes semi-stables et groupe fondamental en géométrie algébrique (Luminy, décembre 1998), en collaboration avec François Loeser et Michel Raynaud, Birkhäuser, 2000
- « Introduction to compact Riemann Surfaces, Jacobians and Abelian Varieties », dans (en) M. Waldschmidt, P. Moussa, J.-M. Luck et C. Itzykson (éds.), From Number Theory to Physics [détail des éditions], issu de Number Theory and Physics, actes du colloque de mars 1989 des Houches